# Neobisium balazuci
Espèce
Neobisium balazuci est une espèce de pseudoscorpions de la famille des Neobisiidae.

## Distribution
Cette espèce est endémique d'Auvergne-Rhône-Alpes en France. Elle se rencontre en Ardèche à l'entrée de grottes,.

## Description
Le mâle holotype mesure 3,5 mm et la femelle paratype 4,2 mm.

## Étymologie
Cette espèce est nommée en l'honneur de Jean Balazuc.

## Publication originale
- Heurtault, 1969 : Une nouvelle espèce de l'Ardèche: Neobisium (N.) balazuci (Arachnides, Pseudoscorpions, Neobisiidae). Bulletin du Muséum National d'Histoire Naturelle, Paris, sér. 2, vol. 40, p. 955-961 (texte intégral).